# بيت المقحم
 قلعة بيت المقحم  تقع في ولاية بوشر في محافظة مسقط، بسلطنة عمان. 
كذلك يسمى « البيت الكبير » لأنه أكبر بيت في حارة الفلج ببوشر ويسمى أيضا «بيت المقحم» ويسمى بيت «السيدة ثريا بنت محمد بن عزان» التي عاشت خلال القرن الثاني عشر الهجري ويذكر أنها هي التي بنته، ولعله بني في النصف الثاني من القرن التاسع عشر الميلادي.